# Station Waarschoot
Station Waarschoot is een spoorwegstation langs spoorlijn 58 (Gent - Eeklo - Brugge) in de Oost-Vlaamse gemeente Lievegem.
Het stationsgebouw, van het Type 1895 R3, werd in 1903 opgetrokken in baksteen op een arduinen plint. De vensters en deuren op de benedenverdieping zijn rondbogig. De vroegere luifel aan het gebouw werd afgebroken. Het station telt één + drie + drie traveeën met respectievelijk één, twee en één bouwlagen, onder lage, verspringende zadeldaken. In 2000 werd het een beschermd monument.
Waarschoot heeft geen loketten meer en is eigenlijk "de facto" een spoorweghalte geworden. Het stationsgebouw is in handen van een privé-eigenaar en er bevindt zich momenteel een restaurant. Enkel het wachthuisje doet nog dienst waarvoor het gebouwd is. Het wachthuisje is onlangs gerenoveerd, hetzelfde geldt voor de perrons.
Naar aanleiding van het IC/IR-plan, dat een algehele sluiting van niet rendabele stations vooropstelde, werden op 3 juni 1984 op spoorlijn 58 de stations van Waarschoot, Sleidinge, Wondelgem en Gent-Muide gesloten. Door hevige protesten van onder andere buurtbewoners werden al deze stations, op Gent-Muide na, amper 4 jaar later alweer heropend.

## Galerij

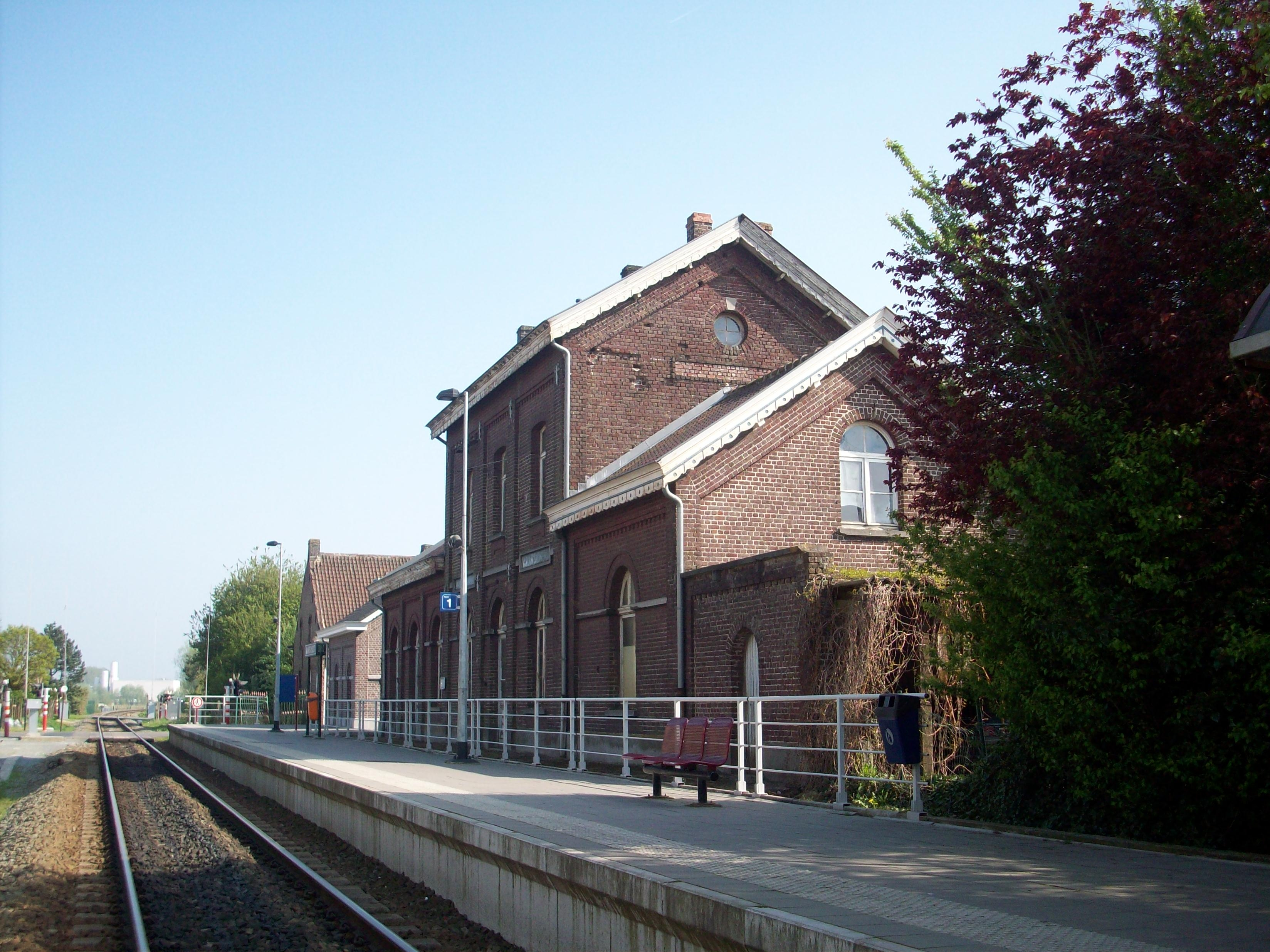
Het station (2009)
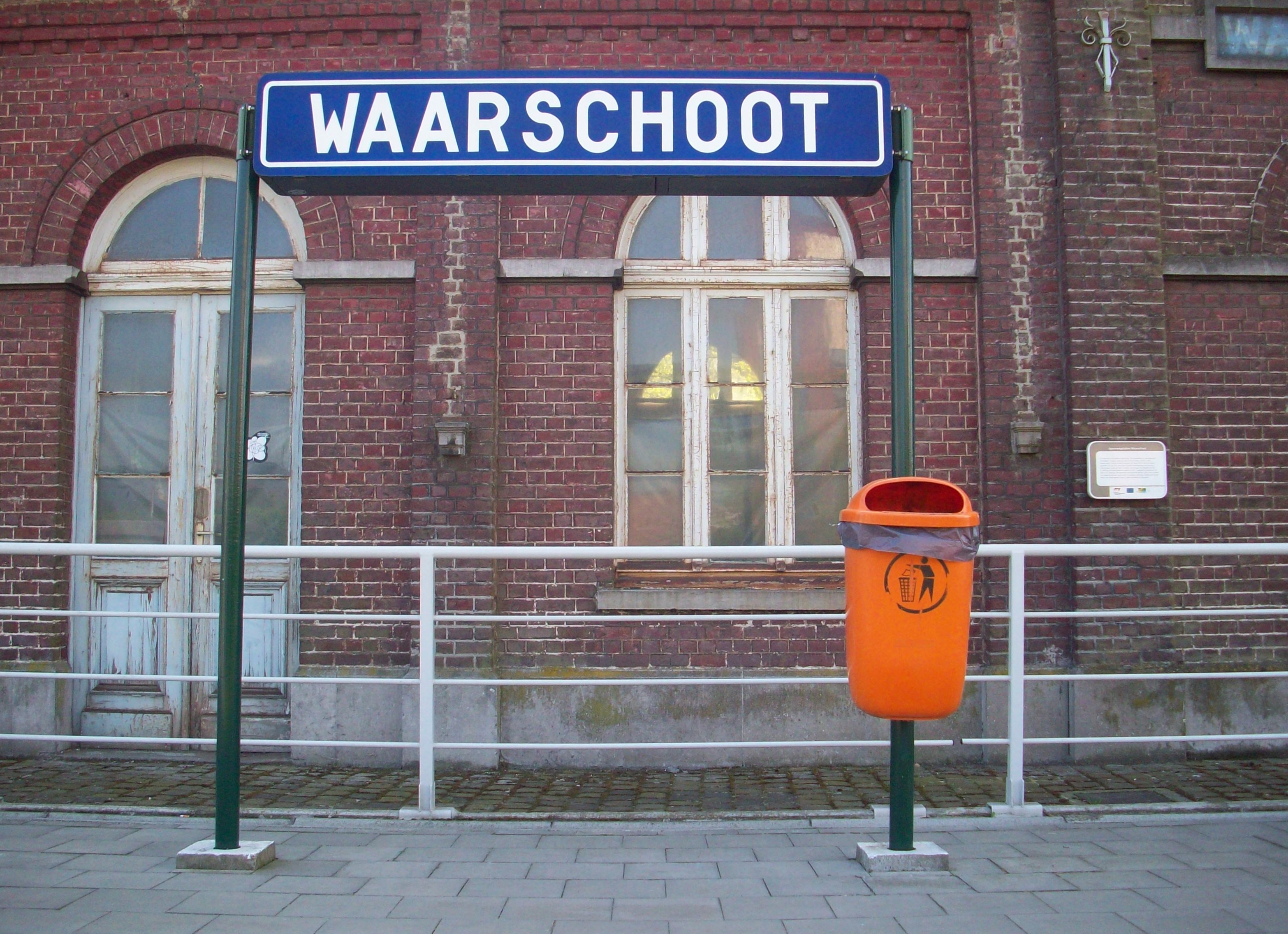
Naambord station Waarschoot
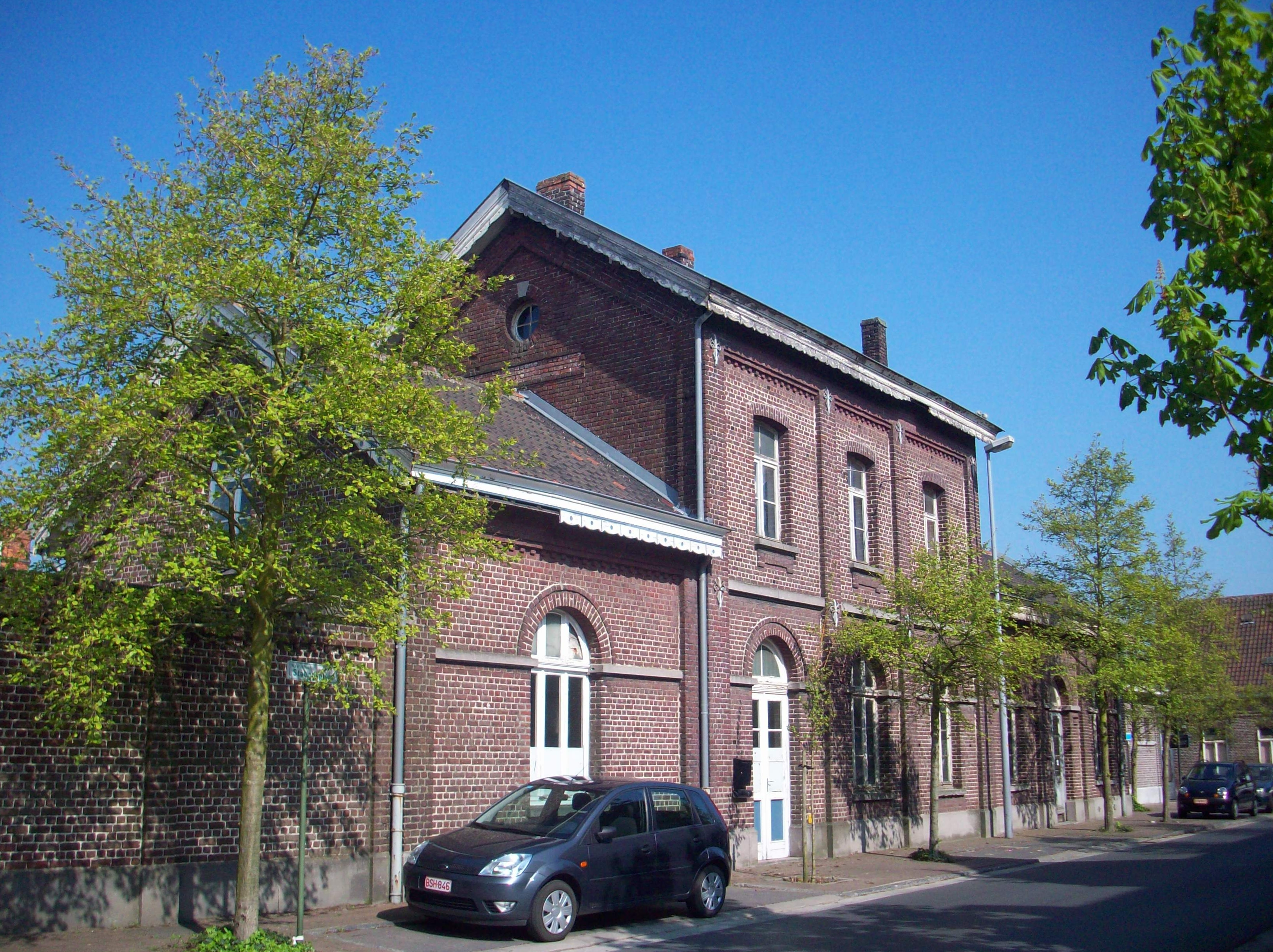
Vooraanzicht van het stationsgebouw
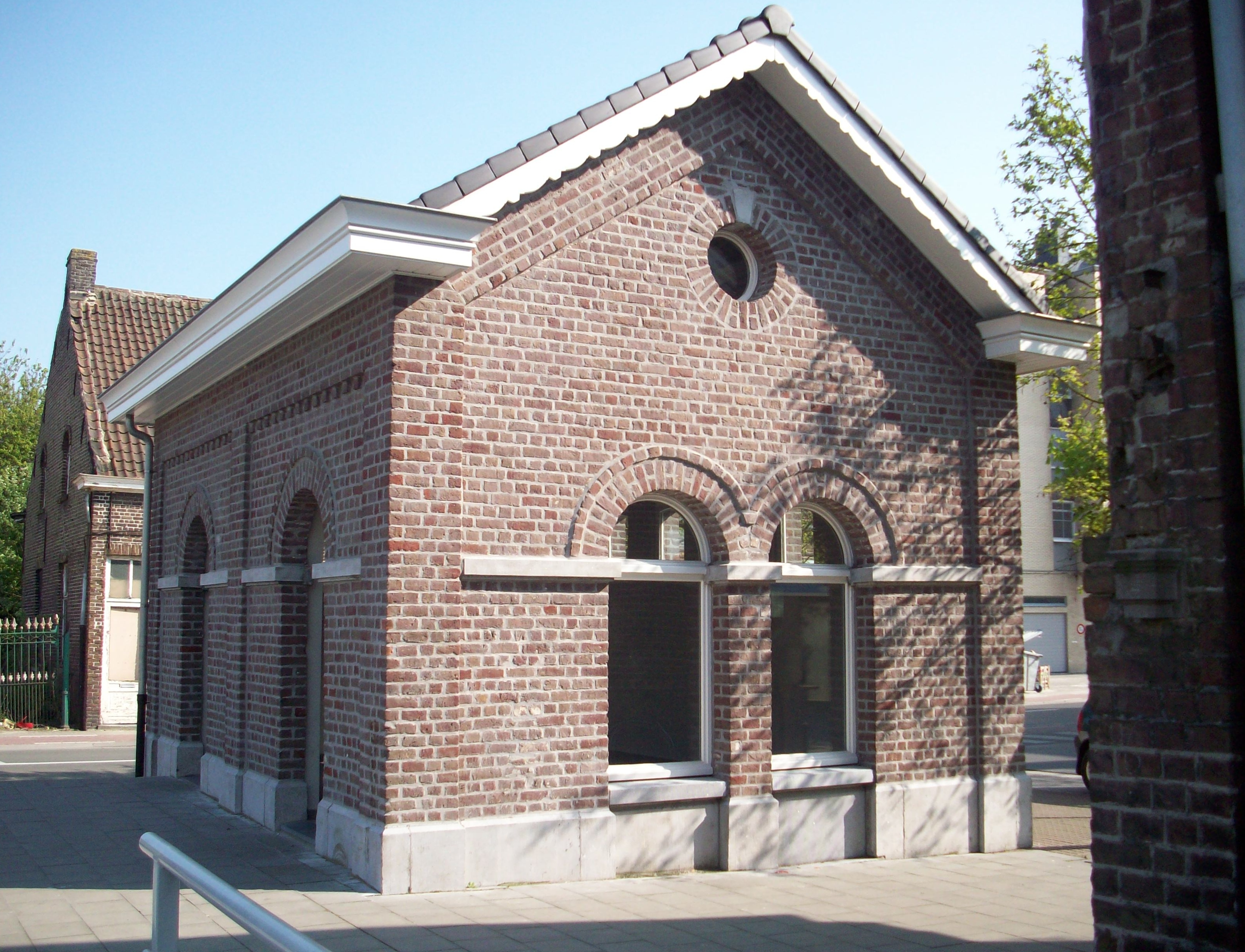
Gerenoveerd wachthuisje
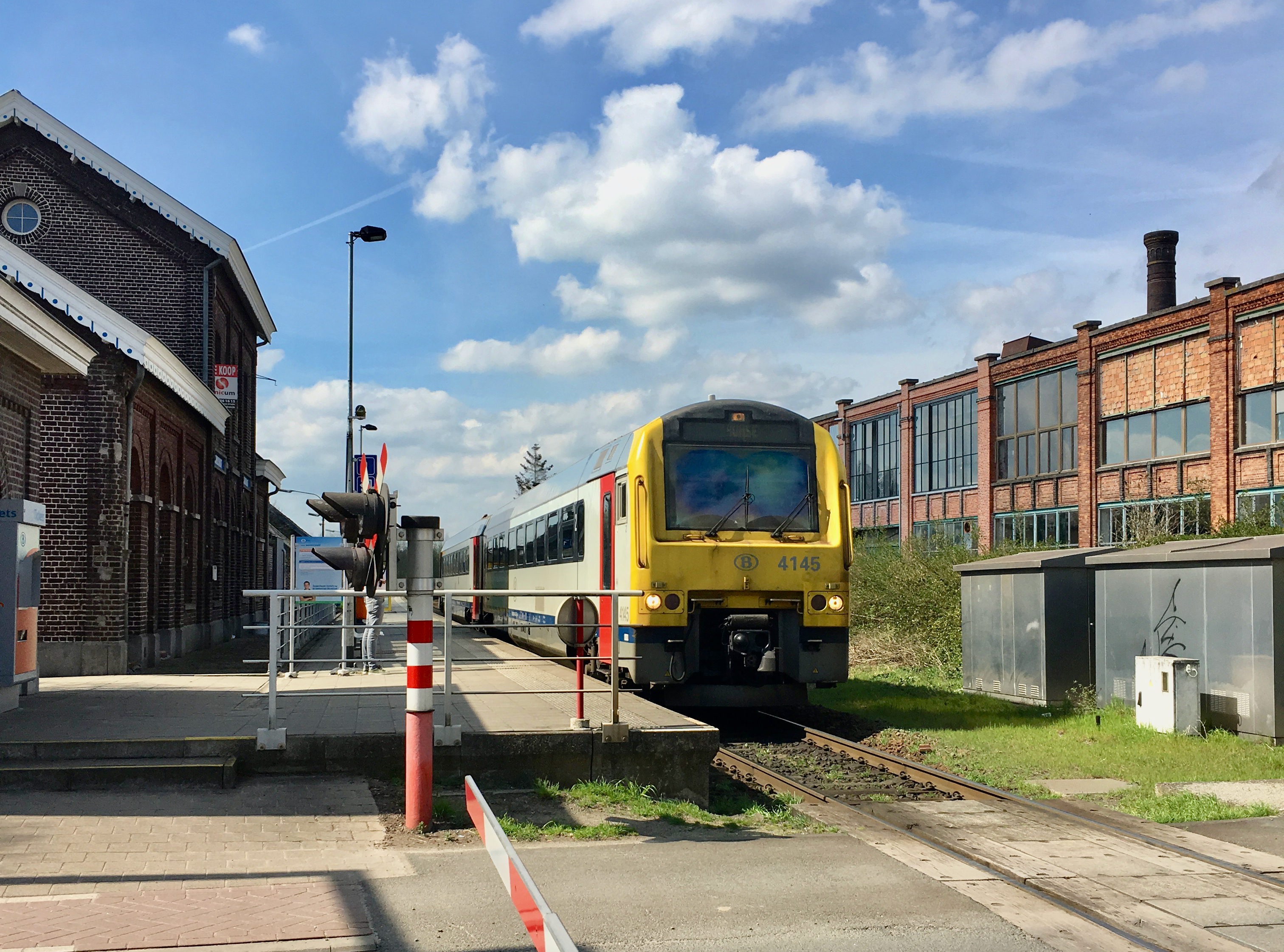
Trein naar Ronse

## Spoorindeling
| spoor | spoorlijn | richting                                  |
| ----- | --------- | ----------------------------------------- |
| 1     | L 58      | Richting Eeklo - Gent-Sint-Pieters, Ronse |

## Treindienst
| Serie          | Treinsoort          | Route                                                       | Bijzonderheden                                    |
| -------------- | ------------------- | ----------------------------------------------------------- | ------------------------------------------------- |
| S 51           | S-trein Gent (NMBS) | Eeklo – Waarschoot – Gent-Sint-Pieters – Oudenaarde – Ronse | Rijdt op zondag 1×/2u.                            |
| S 51 7084/8084 | Piekuurtrein (NMBS) | Eeklo – Waarschoot – Gent-Sint-Pieters                      | Rijdt alleen op werkdagen, niet tijdens vakanties |
| S 51 7085/8085 | Piekuurtrein (NMBS) | Eeklo – Waarschoot – Gent-Sint-Pieters                      | Rijdt alleen op werkdagen, niet tijdens vakanties |

## Reizigerstellingen
De grafiek en tabel geven het gemiddeld aantal instappende reizigers weer op een week-, zater- en zondag.
| Tabel: aantal instappende reizigers station Waarschoot | Tabel: aantal instappende reizigers station Waarschoot | Tabel: aantal instappende reizigers station Waarschoot | Tabel: aantal instappende reizigers station Waarschoot |
|                                                        | Weekdag                                                | Zaterdag                                               | Zondag                                                 |
| ------------------------------------------------------ | ------------------------------------------------------ | ------------------------------------------------------ | ------------------------------------------------------ |
| 1977                                                   | 190                                                    | -                                                      | -                                                      |
| 1978                                                   | 212                                                    | -                                                      | -                                                      |
| 1979                                                   | 194                                                    | -                                                      | -                                                      |
| 1980                                                   | 185                                                    | -                                                      | -                                                      |
| 1981                                                   | 183                                                    | -                                                      | -                                                      |
| 1982                                                   | 238                                                    | -                                                      | -                                                      |
| 1983                                                   | 189                                                    | -                                                      | -                                                      |
| 1984                                                   | -                                                      | -                                                      | -                                                      |
| 1985                                                   | -                                                      | -                                                      | -                                                      |
| 1986                                                   | -                                                      | -                                                      | -                                                      |
| 1987                                                   | -                                                      | -                                                      | -                                                      |
| 1988                                                   | 131                                                    | 30                                                     | 29                                                     |
| 1989                                                   | 199                                                    | 50                                                     | 48                                                     |
| 1990                                                   | -                                                      | 9                                                      | 11                                                     |
| 1991                                                   | 167                                                    | 50                                                     | 45                                                     |
| 1992                                                   | 155                                                    | 47                                                     | 52                                                     |
| 1993                                                   | 104                                                    | 55                                                     | 61                                                     |
| 1994                                                   | 153                                                    | 28                                                     | 47                                                     |
| 1995                                                   | 141                                                    | 23                                                     | 26                                                     |
| 1996                                                   | 182                                                    | 41                                                     | 116                                                    |
| 1997                                                   | 172                                                    | 30                                                     | 47                                                     |
| 1998                                                   | 225                                                    | 30                                                     | 34                                                     |
| 1999                                                   | 190                                                    | 38                                                     | 29                                                     |
| 2000                                                   | 219                                                    | 38                                                     | 40                                                     |
| 2001                                                   | 189                                                    | 35                                                     | 32                                                     |
| 2002                                                   | 168                                                    | 22                                                     | 40                                                     |
| 2003                                                   | 147                                                    | 47                                                     | 32                                                     |
| 2004                                                   | 143                                                    | 34                                                     | 32                                                     |
| 2005                                                   | 161                                                    | 30                                                     | 26                                                     |
| 2006                                                   | 180                                                    | 29                                                     | 34                                                     |
| 2007                                                   | 174                                                    | 10                                                     | 11                                                     |
| 2008                                                   | -                                                      | -                                                      | -                                                      |
| 2009                                                   | 191                                                    | 28                                                     | 28                                                     |
| 2010                                                   | -                                                      | -                                                      | -                                                      |
| 2011                                                   | -                                                      | -                                                      | -                                                      |
| 2012                                                   | 237                                                    | 50                                                     | 36                                                     |
| 2013                                                   | 227                                                    | 42                                                     | 35                                                     |
| 2014                                                   | 215                                                    | 49                                                     | 41                                                     |
| 2015                                                   | 184                                                    | 44                                                     | 22                                                     |
| 2016                                                   | 238                                                    | 43                                                     | 55                                                     |
| 2017                                                   | 188                                                    | 39                                                     | 36                                                     |
| 2018                                                   | 213                                                    | 109                                                    | 56                                                     |
| 2019                                                   | 263                                                    | 71                                                     | 87                                                     |
| 2020                                                   | 135                                                    | 69                                                     | 30                                                     |
| 2021                                                   | -                                                      | -                                                      | -                                                      |
| 2022                                                   | 201                                                    | 83                                                     | 52                                                     |
| 2023                                                   | 313                                                    | 61                                                     | 33                                                     |
| 2024                                                   | 228                                                    | 99                                                     | 62                                                     |

0,0: Gent-Sint-Pieters ·
1,3: Gentbrugge-Zuid ·
2,0: Gentbrugge ·
3,1: Gent-Heirnis ·
4,0: Gent-Dampoort ·
6,1: Gent-Muide ·
8,4: Wondelgem ·
9,1: Molenheide ·
10,9: Evergem ·
14,0: Sleidinge ·
16,0: Eeksken ·
17,8: Arisdonk ·
18,8: Waarschoot ·
22,7: Eeklo ·
23,9: Boelare ·
27,8: Balgerhoeke ·
29,9: Adegem ·
32,7: Maldegem ·
37,1: Donk ·
41,6: Sijsele ·
45,7: Assebroek ·
48,3: Steenbrugge ·
51,4: Brugge